# ساکای، اوساکا
ساکای (به ژاپنی: 堺市) یکی از شهرهای ژاپن است که در استان اوساکا واقع شده‌است. این شهر پس از قرون وسطی به‌عنوان بزرگ‌ترین و مهم‌ترین بندر ژاپن شناخته شده‌است. ساکای با ۸۳۳٬۴۱۴ نفر جمعیت در مهٔ ۲۰۰۷، به‌عنوان چهاردهمین شهر بزرگ و پرجمعیت ژاپن به‌شمار می‌رود. در فوریهٔ ۲۰۰۵ شهر «میهارا» (یکی از شهرهای حومهٔ ساکای) به این شهر پیوست و در حال حاضر یکی از مناطق ساکای به‌شمار می‌رود.

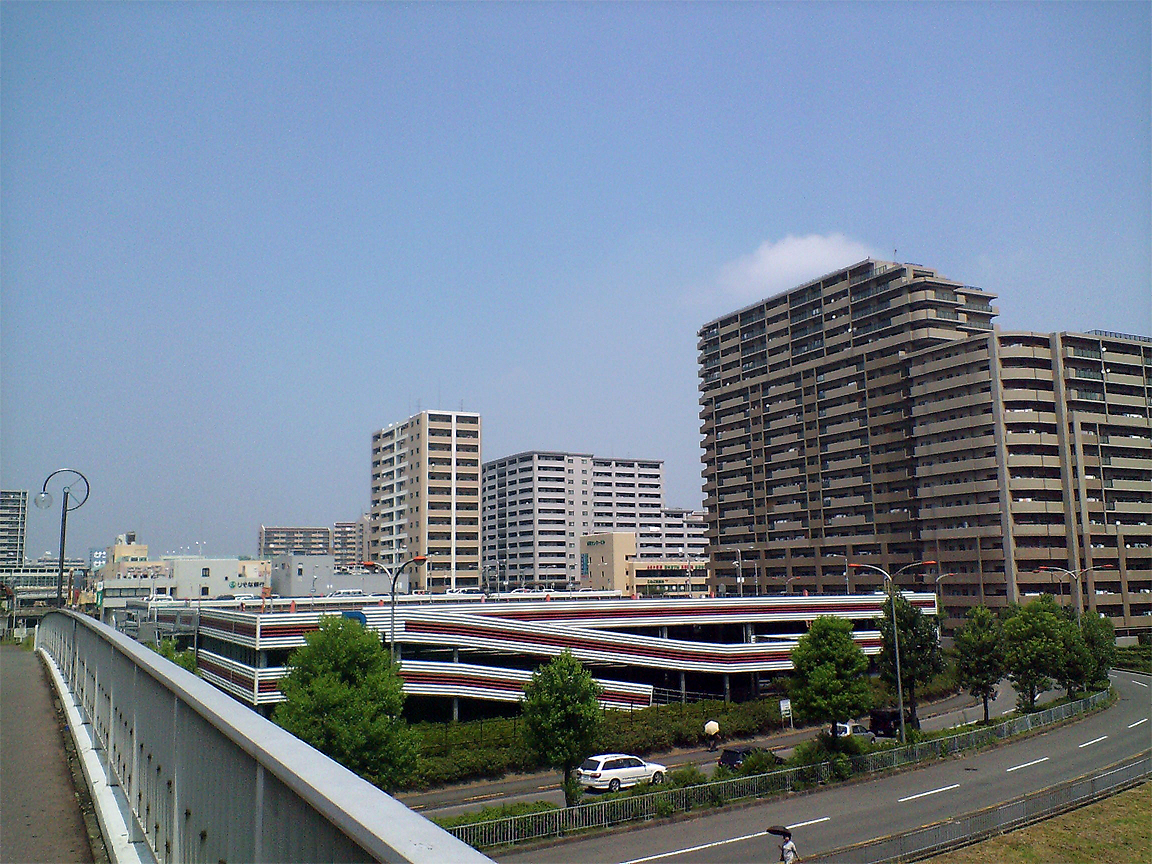
ساکای.